# No Rain, No Rainbow
No Rain, No Rainbow är fjärde studioalbumet av Greeley Estates.

## Låtar
1. "Seven Hours" (3:47)
2. "I Shot The Maid" (3:23)
3. "Loyal.com" (3:06)
4. "Friends Are Friends For Never" (3:34)
5. "The Offer" (3:16)
6. "Jealousy Breeds Killing Sprees" (3:18)
7. "Swim For Your Lives" (2:54)
8. "They Won't Stay Dead" (4:14)
9. "Lying Through Your Teeth Doesn't Count As Flossing" (3:17)
10. "Wolves Make Great Actors" (3:43)
11. "4,5,6" (0:56)
12. "You'll Never Leave Vegas Alive" (3:47)

## Banduppsättning
- Alex Torres – Gitarr
- David Ludlow – Bas
- Ryan Zimmerman – Sång
- Chris Julian – Trummor
- Brandon Hackenson – Gitarr